# Мабулулу
Агоштинью Кристован Пасиенсия или Мабулулу (порт. Agostinho Cristóvão Paciência; Mabululu; 1 июня 1992, Луанда, Ангола) — ангольский футболист, нападающий клуба «Аль-Иттихад» и сборной Анголы.

## Биография
Долгое время выступал у себя на родине в Анголе, где ему не сразу удалось проявить свою бомбардирский талант. После трех успешных сезонов в составе клуба «Примейру ди Агошту» Мабулулу подписал контракт с египетским «Аль-Иттихадом», в котором форварду быстро удалось выйти на ведущие роли.

### В сборной
За сборную Анголы Мабулулу дебютировал 23 июня 2013 года в матче против Свазиленда (1:0). Однако на постоянной основы нападающий стал вызываться в ряды только через пять лет. Участник Кубка африканских наций 2019 и 2023 годов.

## Достижения
- Победитель Жирабола: 2019.
- Обладатель Кубка Анголы (3): 2012, 2013, 2019.
- Обладатель Суперкубка Анголы (2): 2013, 2019.